# 城岛 (斯德哥尔摩)
城岛（Stadsholmen）位于瑞典斯德哥尔摩市中心，连同骑士岛（Riddarholmen）和圣灵岛（Helgeandsholmen），一起构成斯德哥尔摩老城。它也是斯德哥尔摩王宫以及斯德哥爾摩大教堂的所在地。
该岛通常称为老城，城岛的名称在日常交谈中甚少使用。
59°19′29″N 18°04′16″E / 59.32472°N 18.07111°E